# 川口 (新潟市)
川口（かわぐち）は、新潟県新潟市秋葉区の町字。郵便番号は956-0015。

## 概要
1889年（明治22年）から現在の大字。能代川下流左岸に位置する。
もとは江戸時代から1889年（明治22年）まであった川口新田の区域の一部で、地名の由来は、昔この地域が能代川と信濃川との合流地点であったためともいわれる。

### 隣接する町字
北から東回り順に、以下の町字と隣接する。
- 福島
- 結
- 北上
- 北上新田
- 北潟
- 北上
- 北潟
- 覚路津
- 結

※能代川を挟んで古田ノ内大野開と隣接。

## 歴史
検地は1677年（延宝5年）。はじめは曽根興野と称したが、寛永年間に改称して成立。

### 年表
- 1889年（明治22年）4月1日 : 合併により川結村の大字となる。
- 1901年（明治34年）11月1日 : 合併により荻川村の大字となる。
- 1932年（昭和7年） : 荻川小作争議事件が起こる。（-1934年（昭和9年））
- 1939年（昭和14年）11月1日 : 合併により新津町の大字となる。
- 1951年（昭和26年）1月1日 : 新津町が市制を施行し、新津市の大字となる。
- 2005年（平成17年）3月21日 : 合併により新潟市の大字となる。
- 2007年（平成19年）4月1日 : 新潟市の政令指定都市移行により、秋葉区の大字となる。

## 世帯数と人口
2018年（平成30年）1月31日現在の世帯数と人口は以下の通りである。
| 大字 | 世帯数  | 人口    |
| ---- | ------- | ------- |
| 川口 | 635世帯 | 1,796人 |

## 小・中学校の学区
市立小・中学校に通う場合、学区は以下の通りとなる。
| 番地 | 小学校           | 中学校                 |
| ---- | ---------------- | ---------------------- |
| 全域 | 新潟市立結小学校 | 新潟市立新津第二中学校 |

## 交通

### 道路
高速道路
- 東日本高速道路
  - 磐越自動車道
    - 川口バスストップ

県道
- 新潟県道5号新潟新津線

### バス
新潟交通観光バス路線バス